# YTV (tv-kanal)
 For alternative betydninger, se YTV. (Se også artikler, som begynder med YTV)
YTV er en canadisk kabel-tv-kanal, der ejes af Corus Entertainment. Det blev lanceret den 1. september 1988.